# Даніель Оршанік
Даніель Оршанік (ісп. Daniel Orsanic; нар. 11 червня 1968) — колишній аргентинський тенісист.
Найвищу одиночну позицію світового рейтингу — 107 місце досяг 15 листопада 1993, парну — 24 місце — 11 травня 1998 року.
Здобув 2 одиночні та 8 парних титулів.
Найвищим досягненням на турнірах Великого шолома були півфінали в парному розряді.
Завершив кар'єру 2003 року.

## Фінали турнірів ATP за кар'єру

### Парний розряд: 15 (8–7)
| Легенда                         |
| ------------------------------- |
| Турніри Великого шлема (0–0)    |
| Фінали Світового туру ATP (0–0) |
| Серія ATP Мастерс 1000 (0–0)    |
| Серія ATP 500 (1–0)             |
| Серія ATP 250 (7–7)             |

| Фінали за покриттям |
| ------------------- |
| Тверде (0–0)        |
| Ґрунт (8–7)         |
| Трава (0–0)         |
| Килим (0–0)         |

| Фінали за типом корту |
| --------------------- |
| Відкритий корт (8–7)  |
| Закритий корт (0–0)   |

| Результат | В-П | Дата     | Турнір                           | Рівень           | Покриття | Партнер           | Суперники                             | Рахунок       |
| --------- | --- | -------- | -------------------------------- | ---------------- | -------- | ----------------- | ------------------------------------- | ------------- |
| Перемога  | 1–0 | Сер 1993 | Сан-Марино, Сан-Марино           | Світова серія    | Ґрунт    | Оллі Ранасто      | Хуан Гарат Роберто Саад               | 6–4, 1–6, 6–3 |
| Перемога  | 2–0 | Сер 1994 | Гілверсум, Нідерланди            | Світова серія    | Ґрунт    | Ян Сімерінк       | Девід Адамс Андрій Ольховський        | 6–4, 6–2      |
| Поразка   | 2–1 | Вер 1997 | Бухарест, Румунія                | Світова серія    | Ґрунт    | Гендрік Ян Давідс | Луїс Лобо Хав'єр Санчес               | 5–7, 5–7      |
| Поразка   | 2–2 | Жов 1997 | Палермо, Італія                  | Світова серія    | Ґрунт    | Гендрік Ян Давідс | Ендрю Кратцманн Лібор Пімек           | 6–3, 3–6, 6–7 |
| Перемога  | 3–2 | Жов 1997 | Abierto Mexicano TELCEL, Мексика | Світова серія    | Ґрунт    | Ніколас Лапентті  | Луїс Еррера (тенісист) Маріано Санчес | 4–6, 6–3, 7–6 |
| Поразка   | 3–3 | Лип 1998 | Гштад, Швейцарія                 | Серія Інтернешнл | Ґрунт    | Цирил Сук         | Густаво Куертен Фернандо Мелігені     | 4–6, 5–7      |
| Перемога  | 4–3 | Сер 1998 | Кіцбюель, Австрія                | Серія Інтернешнл | Ґрунт    | Том Кемперс       | Джошуа Ігл Марк Кратцманн             | 6–3, 6–4      |
| Перемога  | 5–3 | Жов 1998 | Майорка, Іспанія                 | Світова серія    | Ґрунт    | Пабло Альбано     | Їржі Новак (тенісист) Давід Рікл      | 7–6, 6–3      |
| Поразка   | 5–4 | Жов 1998 | Палермо, Італія                  | Світова серія    | Ґрунт    | Пабло Альбано     | Доналд Джонсон Франсіско Монтана      | 4–6, 6–7      |
| Поразка   | 5–5 | Жов 1998 | Abierto Mexicano TELCEL, Мексика | Серія Інтернешнл | Ґрунт    | Давід Родіті      | Їржі Новак (тенісист) Давід Рікл      | 4–6, 2–6      |
| Перемога  | 6–5 | Тра 1999 | Мюнхен, Німеччина                | Світова серія    | Ґрунт    | Маріано Пуерта    | Массімо Бертоліні Крістіан Бранді     | 7–6, 3–6, 7–6 |
| Перемога  | 7–5 | Лип 1999 | Штутгарт, Німеччина              | Серія Чемпіоншип | Ґрунт    | Жайме Онсінс      | Александар Кітінов Джек Вейт          | 6–2, 6–1      |
| Поразка   | 7–6 | Тра 2001 | Мюнхен, Німеччина                | Серія Інтернешнл | Ґрунт    | Жайме Онсінс      | Петр Лукса Радек Штепанек             | 7–5, 2–6, 6–7 |
| Поразка   | 7–7 | Тра 2001 | Санкт-Пелтен, Австрія            | Серія Інтернешнл | Ґрунт    | Жайме Онсінс      | Петр Пала Давід Рікл                  | 3–6, 7–5, 5–7 |
| Перемога  | 8–7 | Вер 2001 | Палермо, Італія                  | Серія Інтернешнл | Ґрунт    | Томас Карбонелл   | Енцо Артоні Еміліо Бенфеле Альварес   | 6–2, 2–6, 6–2 |

## Фінали ATP Челленджер і ITF Ф'ючерс

### Одиночний розряд: 4 (2–2)
| Легенда              |
| -------------------- |
| ATP Челленджер (2–2) |
| ITF Ф'ючерс (0–0)    |

| Фінали за покриттям |
| ------------------- |
| Тверде (0–0)        |
| Ґрунт (2–2)         |
| Трава (0–0)         |
| Килим (0–0)         |

| Результат | В-П | Дата     | Турнір             | Рівень     | Покриття | Суперник                | Рахунок       |
| --------- | --- | -------- | ------------------ | ---------- | -------- | ----------------------- | ------------- |
| Перемога  | 1–0 | Сер 1989 | Гоянія, Бразилія   | Челленджер | Ґрунт    | Хуан-Антоніо Піно-Перес | 6–1, 3–6, 6–3 |
| Поразка   | 1–1 | Сер 1990 | Женева, Швейцарія  | Челленджер | Ґрунт    | Роберто Аргуельйо       | 3–6, 0–6      |
| Поразка   | 1–2 | Лис 1992 | Пемброк-Пайнс, США | Челленджер | Ґрунт    | Леонардо Лаваль         | 4–6, 6–7      |
| Перемога  | 2–2 | Тра 1993 | Любляна, Словенія  | Челленджер | Ґрунт    | Андрій Черкасов         | 4–6, 6–2, 7–5 |

### Парний розряд: 22 (10–12)
| Легенда                |
| ---------------------- |
| ATP Челленджер (10–12) |
| ITF Ф'ючерс (0–0)      |

| Фінали за покриттям |
| ------------------- |
| Тверде (0–5)        |
| Ґрунт (10–7)        |
| Трава (0–0)         |
| Килим (0–0)         |

| Результат | В-П   | Дата     | Турнір                          | Рівень     | Покриття | Партнер            | Суперники                          | Рахунок       |
| --------- | ----- | -------- | ------------------------------- | ---------- | -------- | ------------------ | ---------------------------------- | ------------- |
| Поразка   | 0–1   | Лип 1989 | Кампус-ду-Жордан, Бразилія      | Челленджер | Тверде   | Стефан Дальвітс    | Нелсон Аертс Фернандо Роезе        | 3–6, 6–7      |
| Перемога  | 1–1   | Бер 1991 | Сан-Луїс-Потосі, Мексика        | Челленджер | Ґрунт    | Маурісіо Хадад     | Скотт Патрідж Кенні Торн           | 6–4, 3–6, 6–3 |
| Поразка   | 1–2   | Сер 1991 | Червія, Італія                  | Челленджер | Ґрунт    | Жоао Кунья е Сілва | Крістіан Мініуссі Дієго Перес      | 3–6, 4–6      |
| Поразка   | 1–3   | Кві 1992 | Parioli, Італія                 | Челленджер | Ґрунт    | Луїс Лобо          | Шелбі Кеннон Грег Ван Ембург       | 6–7, 4–6      |
| Поразка   | 1–4   | Лип 1992 | Салерно, Італія                 | Челленджер | Ґрунт    | Габріель Маркус    | Ендрю Кратцманн Роджер Рашід       | 4–6, 3–6      |
| Перемога  | 2–4   | Лип 1992 | Новий Ульм, Німеччина           | Челленджер | Ґрунт    | Ґуставо Луса       | Брюс Дерлін Стів Гай               | 6–3, 6–2      |
| Поразка   | 2–5   | Жов 1992 | Калі (місто), Колумбія          | Челленджер | Ґрунт    | Маріо Табарес      | Міхаель Ґезерер Фабіу Сілберберг   | 4–6, 4–6      |
| Перемога  | 3–5   | Сер 1994 | Женева, Швейцарія               | Челленджер | Ґрунт    | Луїс Лобо          | Бретт Дікінсон Ґленн Вілсон        | 1–6, 7–6, 6–4 |
| Поразка   | 3–6   | Бер 1996 | Салінас, Еквадор                | Челленджер | Тверде   | Лоренс Тілеман     | Хуан Карлос Б'янкі Клод Н'Горан    | 5–7, 4–6      |
| Поразка   | 3–7   | Кві 1996 | Пуерто-Вальярта, Мексика        | Челленджер | Тверде   | Клод Н'Горан       | Франсіско Монтана Джек Вейт        | 2–6, 3–6      |
| Перемога  | 4–7   | Лют 1997 | Пунта-дель-Есте, Уругвай        | Челленджер | Ґрунт    | Мартін Родрігес    | Нелсон Аертс Фернандо Мелігені     | 6–2, 6–4      |
| Поразка   | 4–8   | Кві 1997 | Пейджет, Бермудські Острови     | Челленджер | Ґрунт    | Лукас Арнольд Кер  | Хав'єр Франа Марк Ноулз (тенісист) | 3–6, 7–6, 3–6 |
| Перемога  | 5–8   | Тра 1997 | Любляна, Словенія               | Челленджер | Ґрунт    | Лукас Арнольд Кер  | Давід Шкох Фернон Віб'єр           | 6–0, 6–4      |
| Перемога  | 6–8   | Вер 1997 | Щецин, Польща                   | Челленджер | Ґрунт    | Том Кемперс        | Крістіан Бранді Філіппо Мессорі    | 6–3, 7–5      |
| Перемога  | 7–8   | Лис 1997 | Palmer, Пуерто-Рико             | Челленджер | Ґрунт    | Лукас Арнольд Кер  | Себастьян Прієто Маріано Худ       | 7–5, 3–6, 6–3 |
| Перемога  | 8–8   | Лис 1997 | Буенос-Айрес, Аргентина         | Челленджер | Ґрунт    | Дієго дель Ріо     | Пабло Альбано Луїс Лобо            | 6–4, 4–6, 6–1 |
| Поразка   | 8–9   | Лют 1999 | Лагуна-Гіллс (Каліфорнія), США  | Челленджер | Тверде   | Пабло Альбано      | Пол Голдстейн Браян Макфі          | 6–3, 4–6, 5–7 |
| Поразка   | 8–10  | Бер 1999 | Салінас, Еквадор                | Челленджер | Тверде   | Лукас Арнольд Кер  | Себастьян Прієто Маріано Худ       | 2–6, 6–7      |
| Перемога  | 9–10  | Жов 1999 | Сан-Паулу, Бразилія             | Челленджер | Ґрунт    | Жайме Онсінс       | Себастьян Прієто Маріано Худ       | 6–2, 6–2      |
| Поразка   | 9–11  | Лис 1999 | Монтевідео, Уругвай             | Челленджер | Ґрунт    | Дієго дель Ріо     | Пабло Альбано Мартін Гарсія        | 2–6, 3–6      |
| Перемога  | 10–11 | Жов 2001 | Бразиліа, Бразилія              | Челленджер | Ґрунт    | Луїс Лобо          | Даніел Мело Алешандре Сімоні       | без гри       |
| Поразка   | 10–12 | Вер 2002 | Баня-Лука, Боснія і Герцеговина | Челленджер | Ґрунт    | Хуан Пабло Гусман  | Ярослав Левинський Юрій Щукін      | 6–7(5–7), 5–7 |

## Досягнення
| W | Ф | ПФ | ЧФ | #Р | КТ | К# | DNQ | A | NH |

### Одиночний розряд
| Турніри Великого шлему                 |     |     |     |     |     |     |     |       |     |    |
| Відкритий чемпіонат Австралії з тенісу |     |     |     | 1р  |     |     |     | 0 / 1 | 0–1 | 0% |
| Відкритий чемпіонат Франції з тенісу   |     | 1р  | К2р | К2р | К3р |     |     | 0 / 1 | 0–1 | 0% |
| Вімблдонський турнір                   | 1р  | К1р | 1р  |     |     |     |     | 0 / 2 | 0–2 | 0% |
| Відкритий чемпіонат США з тенісу       |     |     |     |     |     | К1р |     | 0 / 0 | 0–0 | –  |
| В-П                                    | 0–1 | 0–1 | 0–1 | 0–1 | 0–0 | 0–0 | 0–0 | 0 / 4 | 0–4 | 0% |
| Тур ATP Мастерс 1000                   |     |     |     |     |     |     |     |       |     |    |
| Відкритий чемпіонат Маямі з тенісу     |     |     |     |     | 1р  |     | К1р | 0 / 1 | 0–1 | 0% |
| В-П                                    | 0–0 | 0–0 | 0–0 | 0–0 | 0–1 | 0–0 | 0–0 | 0 / 1 | 0–1 | 0% |

### Парний розряд
| Турніри Великого шлему                 |                   |                   |                   |                   |                   |                   |                   |                   |                   |     |     |     |        |       |     |
| Відкритий чемпіонат Австралії з тенісу |                   |                   |                   |                   |                   |                   |                   | 1р                | 1р                | 1р  | 1р  | 1р  | 0 / 5  | 0–5   | 0%  |
| Відкритий чемпіонат Франції з тенісу   |                   |                   |                   |                   | 1р                |                   | ПФ                | 1р                | 2р                | ПФ  | 1р  | 1р  | 0 / 7  | 9–7   | 56% |
| Вімблдонський турнір                   | К2р               | К1р               |                   |                   |                   |                   | 1р                | 1р                |                   | 1р  | 2р  | 1р  | 0 / 5  | 1–5   | 17% |
| Відкритий чемпіонат США з тенісу       |                   |                   |                   |                   |                   | 1р                |                   | 1р                | 1р                | 3р  | 2р  |     | 0 / 5  | 3–5   | 38% |
| В-П                                    | 0–0               | 0–0               | 0–0               | 0–0               | 0–1               | 0–1               | 4–2               | 0–4               | 1–3               | 6–4 | 2–4 | 0–3 | 0 / 22 | 13–22 | 37% |
| Завершальний турнір сезону             |                   |                   |                   |                   |                   |                   |                   |                   |                   |     |     |     |        |       |     |
| Фінал ATP                              | Не кваліфікувався | Не кваліфікувався | Не кваліфікувався | Не кваліфікувався | Не кваліфікувався | Не кваліфікувався | Не кваліфікувався | Не кваліфікувався | Не кваліфікувався | RR  | DNQ | DNQ | 0 / 1  | 1–2   | 33% |
| Тур ATP Мастерс 1000                   |                   |                   |                   |                   |                   |                   |                   |                   |                   |     |     |     |        |       |     |
| Індіан-Веллс                           |                   |                   |                   |                   |                   |                   |                   | 1р                |                   | 1р  | 1р  |     | 0 / 3  | 0–3   | 0%  |
| Відкритий чемпіонат Маямі з тенісу     |                   |                   |                   |                   | 2р                |                   | 1р                | ЧФ                | 1р                | 2р  | 2р  | 2р  | 0 / 7  | 5–7   | 42% |
| Монте-Карло                            |                   |                   |                   |                   |                   |                   |                   | 2р                | 1р                | 1р  | ПФ  | 1р  | 0 / 5  | 4–5   | 44% |
| Гамбург                                |                   |                   |                   |                   |                   |                   |                   | ЧФ                | 1р                |     | ЧФ  |     | 0 / 3  | 4–3   | 57% |
| Рим                                    |                   |                   |                   |                   |                   |                   |                   | 1р                | 1р                | 2р  | 2р  |     | 0 / 4  | 2–4   | 33% |
| Мастерс Канада                         |                   |                   |                   |                   |                   |                   |                   |                   |                   |     | 1р  |     | 0 / 1  | 0–1   | 0%  |
| Штутгарт                               |                   |                   |                   |                   |                   |                   |                   |                   |                   | К2р |     |     | 0 / 0  | 0–0   | –   |
| Париж                                  |                   |                   |                   |                   |                   |                   |                   |                   |                   | 2р  |     |     | 0 / 1  | 1–1   | 50% |
| В-П                                    | 0–0               | 0–0               | 0–0               | 0–0               | 1–1               | 0–0               | 0–1               | 5–5               | 0–4               | 3–5 | 7–6 | 0–2 | 0 / 24 | 16–24 | 40% |

### Мікст
| Турніри Великого шлему                 |     |     |     |     |     |     |     |     |        |      |     |
| Відкритий чемпіонат Австралії з тенісу |     |     |     | 1р  | 1р  | 2р  | 1р  |     | 0 / 4  | 1–4  | 20% |
| Відкритий чемпіонат Франції з тенісу   | 3р  |     |     | 2р  | 3р  | 1р  |     |     | 0 / 4  | 3–4  | 43% |
| Вімблдонський турнір                   |     |     | 2р  | 1р  |     | 1р  |     | 2р  | 0 / 4  | 2–4  | 33% |
| Відкритий чемпіонат США з тенісу       |     |     |     | 1р  | 2р  |     |     |     | 0 / 2  | 1–2  | 33% |
| В-П                                    | 2–1 | 0–0 | 1–1 | 0–4 | 2–3 | 1–3 | 0–1 | 1–1 | 0 / 14 | 7–14 | 33% |